# Selong Belanak
Selong Belanak is een bestuurslaag in het regentschap Centraal-Lombok van de provincie West-Nusa Tenggara, Indonesië. Selong Belanak telt 4418 inwoners (volkstelling 2010).